# スカイメトロ

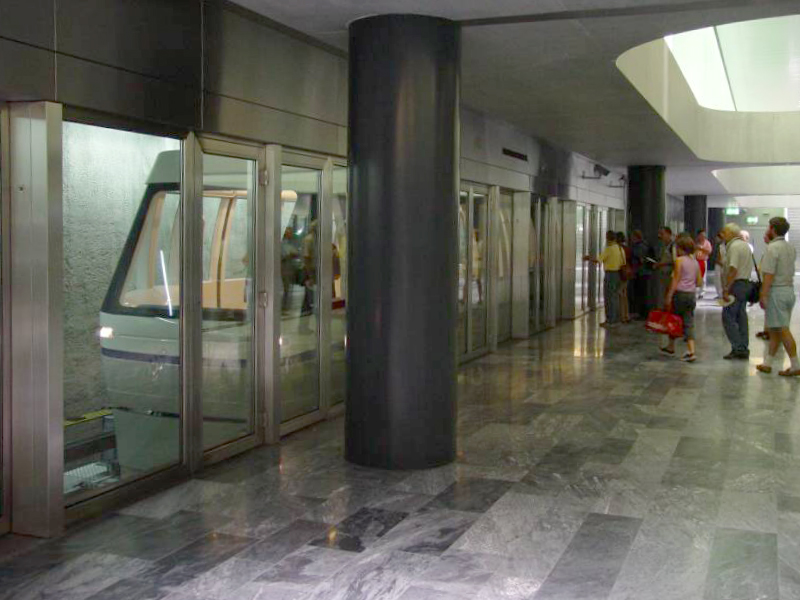
スカイメトロの駅

チューリッヒ空港スカイメトロ（チューリッヒくうこうスカイメトロ、独: Die Skymetro am Flughafen Zürich、英: The Zurich Airport Skymetro）は、スイス連邦チューリッヒにあるチューリッヒ空港にて運行されている、地下化された空港People moverシステムである。
延長1.1kmの当システムは、空港のメイン・エアサイド・センターと、10/28滑走路の地下を通って、ミッドフィールド・ターミナル E（ドック E）に連絡している。
路線は2003年9月に開業しており、オーチス・ホバーを導入して建設された。

## 歴史
スカイメトロは、チューリッヒ空港の下で2002年11月に建設されて、2003年9月に最初の運行を開始した。
2009年7月現在、主に警備管理の集中化と、警備ビルの建設、拡張および改築を含んだ、「チューリッヒ2010」と呼ばれている建設プロジェクトの一環として、スカイメトロが改造された。
シェンゲン圏からの到着および出発する旅客、ならびに非シェンゲン空港からの旅客は、別々の客室で運搬される。
駅の壁は、ボディチェック後の「チェック済」および「未チェック」の旅客の分離を確実にしている。
この分離を可能とするために、列車の編成が2両編成から3両編成に増結された。
拡張のために、スイス連邦のケーブルカー会社が採用された（FlumsにあるBartholetから3両の新シャシーを得て、ベルンのガングロフから客室、そしてアルトドルフUR SISAG社が電気的制御を供給した。）。

## 工業技術
延長1,138mの平行ガイドウェイ上の車両は、鋼製ケーブルによって牽引され、車両搭載の空気圧縮機で発生させた厚さ約0.2mmのエアクッション上で浮かんでおり、他のオーチス・ホバー導入例のように、滑らかなコンクリート製ガイドウェイ上を走行している。
当システムでは、挟まれたループ構成で列車が走行しており、各駅に列車が到着した後に、反対側のトラックに転線して戻る。
ケーブルは、5つのループ内に配置されている（465kWモーター2台によって駆動されるトンネルの2つ、266kWモーター2台による細長いスイープ、そして55kWモーターによる駐車ホールである。）。
牽引ロープとの接続では、駆動ケーブル上での望ましい位置決めのために、2つの横方向油圧式水平可動クランプによって接続されている。

## トンネル映画
両方のトンネルでは、高速に連続する一連のスチール・コマからなる、回転のぞき絵に似た映画を2本、両側で上映している。
トンネル映画は、滑走路の地下部分に導入された。

### 有名な回転のぞき絵
- ハイジ - チューリッヒ空港による最初の公開映画は、2006年10月20日に導入された。（2006年-2012年）（2015年-）[1][4]
- マッターホルン - チューリッヒ空港による2番目の公開映画も、2006年10月20日に導入された。（2006年-2010年）[5]
- スイス観光旅行 - 8歳の少年が主演で、彼のそばに19歳の農場の少女がいる4番目の映画。（2012年12月-2015年前半）[6]

映画が導入されたとき、より劇的な音およびより多くの物音（モーと鳴いている牛、鳥のさえずりおよびハイジのヨーデルなど）も同様に導入された。

## 援助
スカイメトロは、年間673万人（2010年現在）の旅客のために役立っており、スイスで最も使用されているケーブル方式であると主張されている。
建設費用は1億7,600万スイス・フランであり、また非常に高価なケーブルカー・システムで、かつ高い安全基準からなる最も複雑なシステムの1つである。